# Malá Litvorová veža
Die Malá Litvorová veža (deutsch Kleiner Litvorovyturm oder Mittlerer Gerlsdorfer Turm, ungarisch Kis-Litvorovy-torony oder Középső-Gerlachfalvi-torony, polnisch Niżnia Wysoka Gerlachowska) ist ein ca. 2547 m n.m. hoher Felsturm in der Hohen Tatra in der Slowakei. Der Gipfel befindet sich im Bergmassiv von Zadný Gerlach am Hauptkamm der Hohen Tatra.
Für die Etymologie des Namens siehe den Artikel Veľká Litvorová veža.
Zum Gipfel führt kein touristischer Wanderweg und ist somit nur für Mitglieder alpiner Vereine oder mit einem Bergführer zugänglich.